# Pico Montludó
Pico Montludó är en bergstopp i Spanien.   Den ligger i provinsen Província de Lleida och regionen Katalonien, i den nordöstra delen av landet, 400 km nordost om huvudstaden Madrid. Toppen på Pico Montludó är 2 496 meter över havet, eller 453 meter över den omgivande terrängen. Bredden vid basen är 6,1 km.
Terrängen runt Pico Montludó är huvudsakligen bergig.Runt Pico Montludó är det glesbefolkat, med 12 invånare per kvadratkilometer. Närmaste större samhälle är Vielha, 9,8 km söder om Pico Montludó. I omgivningarna runt Pico Montludó växer i huvudsak blandskog.